# 球毛小报春
球毛小报春（学名：Primula primulina）为报春花科报春花属下的一个种。

## 扩展阅读
維基物種上的相關：球毛小报春